# Calophyllum persimile
Calophyllum persimile là một loài thực vật có hoa thuộc họ Clusiaceae.
Loài này có ở Indonesia và Papua New Guinea.